# Giorgio Scaramellini
Giorgio Scaramellini (Chiavenna, 2 aprile 1937 – Sondrio, 22 marzo 2023) è stato un politico italiano.
Insegnante e direttore didattico, viene eletto Presidente della Provincia di Sondrio nel 1970, carica che manterrà fino al 1975.